# Please Stay (canción de Kylie Minogue)
«Please Stay» es una canción de la cantante australiana Kylie Minogue para su séptimo álbum de estudio Light Years. Esta fue producidas por Richard Stannard y Julian Gallagher. La canción fue lanzada como cuarto sencillo del álbum en invierno del 2000 y fue top 10 en UK Singles Chart, transformándose en el vigésimo top 10 de Kylie en ese país. En Australia la canción llegó a la posición #15, vendiendo más de 35 000 ejemplares, siendo certificado como oro. Sus mejores resultados los obtuvo en Sudáfrica #2, Israel #4, y en Macedonia, Polonia y Portugal donde logró llegar al sexto puesto. Pero el mejor lugar conseguido por este tema fue en Líbano al pegar al #1. Kylie es de hecho, una de las artistas internacionales con mayor éxito en esa nación.

## Formatos

### CD sencillo 1
1. «Please Stay» (4:08)
2. «Santa Baby» (3:23)
3. «Good Life» (4:06)

### CD sencillo 2
1. «Please Stay» (4:08)
2. «Please Stay» (7th District Club Flava Mix) (6:33)
3. «Please Stay» (Hatiras Dreamy Dub) (7:02)
4. «Please Stay» (Music video)

### Europa CD sencillo 1
1. «Please Stay» (4:08)
2. «Santa Baby» (3:23)
3. «Good Life» (4:06)
4. «Please Stay» (Music video)

### Europa CD sencillo 2
1. «Please Stay» (4:08)
2. «Santa Baby» (3:23)
3. «Please Stay» (Music video)

### Casete
1. «Please Stay» (4:08)
2. «Santa Baby» (3:23)
3. «Good Life» (4:06)

## Posicionamiento
| Listas (2000)            | Posición |
| ------------------------ | -------- |
| UK Singles Chart         | 10       |
| Australian Singles Chart | 15       |
| Hungary Singles Chart    | 7        |
| Romanian Singles Chart   | 21       |
| Estonia Singles Chart    | 9        |
| Eurochart Hot 100        | 12       |
| Spain Singles Chart      | 39       |
| Sweden Singles Chart     | 47       |
| Dutch Singles Chart      | 50       |

## Presentaciones en vivo
- KylieFeverTour 2002
- Showgirl: The Greatest Hits Tour

- Datos: Q1072072